# František Ladislav Čelakovský
František Ladislav Čelakovský, född 7 mars 1799 i Strakonice, Böhmen, Kejsardömet Österrike,
död 5 augusti 1852 i Prag, Prag, Böhmen, Kejsardömet Österrike, var en tjeckisk skald. 
Čelakovský var far till Ladislav Josef och Jaromír Čelakovský.
Efter skolstudier i Budweis och Pisek studerade Čelakovský filologi i Prag och visade tidigt intresse för skaldekonsten. År 1833 övertog han redigeringen av den officiella tidningen i Prag, men måste snart lämna platsen av politiska skäl. År 1841 kallades han till professor i slavistik i Breslau, men fick 1849 en liknande befattning vid Karlsuniversitetet i Prag. 
Såsom originaldiktare är Čelakovský främst känd för den lyriska samlingen Růže stolistá (Den hundrabladiga rosen), ett hundra erotisk-idylliska smådikter, som röjer inflytande från tysk lyrik. För den tjeckiska litteraturen blev han epokgörande genom sina av Johann Gottfried Herder påverkade översättningar av främmande folkvisor och bearbetningar av tjeckiska folkvisor: "Ohlas písné ruských" (Genklang av ryska dikter) 1829, "Ohlas písné českých" (tjeckiska folkvisor av elegisk och satirisk art) 1839 samt en antologi av folkvisor från olika länder. Čelakovskýs poetiska tolkningar är för sin tid mycket förtjänstfulla, och särskilt hans översättningar från ryskan fick stor betydelse för den skönlitterära slavistiken.